# Vuelve conmigo
«Vuelve conmigo» es una canción compuesta por José María Purón e interpretada en español por Anabel Conde. Fue elegida para representar a España en el Festival de la Canción de Eurovisión en 1995.

## Festival de la Canción de Eurovisión 1995
Esta canción fue la representación española en el Festival de Eurovisión 1995. La orquesta fue dirigida por Eduardo Leiva.
La canción fue interpretada novena en la noche del 13 de mayo de 1995, seguida por Turquía con Arzu Ece interpretando «Sev» y precedida por Austria con Stella Jones interpretando «Die Welt dreht sich verkehrt». Al final de las votaciones, la canción había recibido 119 puntos, quedando en 2.º puesto de un total de 23, y dándole así a España su mejor posición desde el Festival de 1979, cuando Betty Missiego terminó como subcampeona con «Su canción».
Fue sucedida como representación española en el Festival de 1996 por Antonio Carbonell con «¡Ay, qué deseo!».
El vídeo de la semana de previsualización se grabó en Madrid, excepto las escenas del agua, las cuales se grabaron cerca de la Mano de Punta del Este.